# Dummy (película)
Dummy es una película británica de drama de 2008, dirigida por Matthew Thompson, que a su vez la escribió junto a Paula Barnes y Michael Müller, musicalizada por Phil Hartnoll y Nick Smith, en la fotografía estuvo David Langan, los protagonistas son Thomas Grant, Aaron Taylor-Johnson y Emma Catherwood, entre otros. El filme fue producido por Format Films y Highwire Films; se estrenó el 24 de junio de 2008.

## Sinopsis
Cuando su madre fallece, Danny y Jack tienen que valerse por sí mismos. Danny marcha por el camino del sexo, las drogas y la música, Jack transforma un maniquí en una madre sustituta. Finalmente, tendrán que lograr un acuerdo entre ambos.